# Ang Dorje Sherpa
Ang Dorje (Pangboche, 1970) es un alpinista, guía de montaña, sirdar y porteador nepalí. Ha escalado el Everest en 22 ocasiones. Fue el jefe de los sherpas que dirigió la expedición de 1996 de Adventure Consultants, de Rob Hall, en la que murieron ocho escaladores.

## Primeros años
Ang Dorje nació en 1970, en la parte alta de Pangboche (Nepal), cerca del valle del Khumbu a su paso por las laderas del Everest. Creció entre escaladores del Himalaya; su padre, Nima Tenzing Sherpa, fue escalador en expediciones dirigidas por el alpinista británico Chris Bonington en las décadas de 1970 y 1980.
Siguió a su padre en el trabajo con expediciones de escalada, empezando como porteador a los 12 años. "Siempre quise escalar desde pequeño", afirma Ang Dorje. Asistió a una escuela privada en Nepal, con ayuda de clientes occidentales impresionados por su ética de trabajo, mientras continuaba su labor de alpinista con varias expediciones en la zona del Everest. Sus esfuerzos se vieron recompensados cuando en 1992, a la edad de 22 años, alcanzó la cima del Everest.

## Carrera de sirdar y guía
Ang Dorje ha dirigido con éxito muchas expediciones al Everest, a menudo como sirdar de escalada para Adventure Consultants, el servicio de guías fundado por Rob Hall. Durante la desastrosa expedición de 1996 al Everest, él y Lhakpa Tshering Sherpa intentaron rescatar a Hall y a otros en medio de una tormenta mortal que acabó con la vida de 8 escaladores. Ascendieron 900 metros verticales hasta justo debajo de la cumbre sur del Everest, pero la impenetrable tormenta los detuvo a sólo 100 metros de Hall. Esperaron 45 minutos antes de verse obligados a retroceder por la tormenta. Ang Dorje comentó posteriormente el incidente: "Fue muy triste". Los esfuerzos de rescate fueron relatados por Jon Krakauer en su relato de la catástrofe, Into Thin Air.
Además de su trabajo como sirdar de escalada en el Everest, Ang Dorje también ha trabajado como guía de montaña en el Everest, así como en el Aconcagua, el monte Rainier, el Kilimanjaro y el Imja Tse.
Guio por primera vez a Bachendri Pal, la primera mujer india que alcanzó la cima del Everest, en 1984, cuando escaló el Everest por segunda vez.

### Logros de escalada
En 2020, Ang Dorje había alcanzado la cumbre del Everest 20 veces desde 1992 (tanto en primavera como en otoño, todas por la ruta del Collado Sur), el Cho Oyu siete veces desde 1995, y también había hecho cumbre en el Broad Peak (1995), el Gasherbrum II (1997) y el Ama Dablam (en 1996, por la ruta de la arista suroeste).

## Vida personal
Tras conocer a la lingüista computacional estadounidense Michelle Gregory en el Campo Base Sur del Everest, en 2002 emigró a Estados Unidos. La pareja se casó un año después. Vuelve a escalar el Everest cada primavera, en parte para poder visitar a su familia cuando pasa de camino a la montaña. En 2017 completó su decimonovena cumbre del Everest. Ang Dorje también trabaja como mecánico de aerogeneradores en parques eólicos de la región noroeste del Pacífico de Estados Unidos.